# Eikenburger kriel

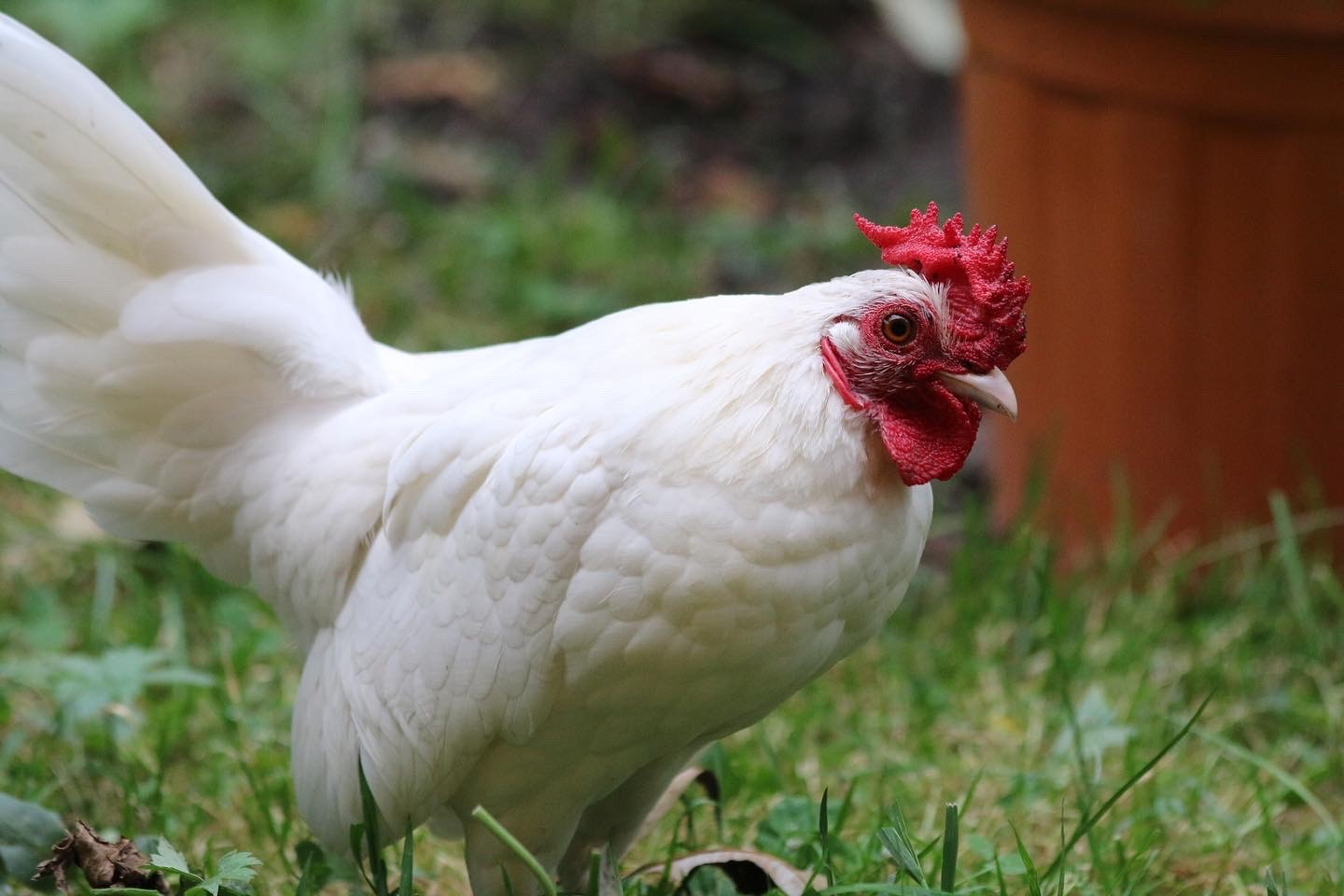
Witte Eikenburger haan

De Eikenburger kriel is een kippenras dat voor de sier wordt gefokt. Het ras is in de jaren 70 van de 20e eeuw ontstaan in Nederland. Het komt voort uit het ras Sebright en ze worden ook wel aangeduid als eenkleurige Sebrights. Net zoals de Sebright zijn de Eikenburger krielen niet veel groter dan een kleine duif.
Het ras zou bijna zijn uitgestorven doordat de fokker overleed. Uiteindelijk waren er nog zeven kippen over. Met deze kippen is men weer gaan fokken om het ras te behouden. Dit was zeer moeilijk omdat door inteelt de eerste hanen allemaal onvruchtbaar waren. Momenteel zijn er nog niet veel fokkers van dit ras.
De oorspronkelijke kleurslag van de Eikenburger kriel is wit, maar tegenwoordig komt zwart ook voor. Men werkt aan nieuwe kleurslagen. Dit doet men onder andere door Sebrights in te kruisen. Het komt heel zelden voor dat een Sebright als eenkleurige kip uit het ei komt. Vooral deze kuikens zijn goed om in te kruisen met de Eikenburger kriel. De kippen leggen ongeveer 70 eieren per jaar.